# Шаравын Сурэнжав
Шаравын Сурэнжав (монг. Шаравын Сүрэнжав; 15 мая 1938 — 19 декабря 2018) — монгольский народный писатель

 (1999), поэт, сценарист. Герой Труда Монголии. Народный писатель Монголии (1999). Лауреат Государственной премии Монгольской Народной республики (1988). Почётный президент Союза свободных писателей Монголии.

## Биография
В 1963 году окончил Государственный университет Монголии. Журналист.
Работал корреспондентом Монгольского радио и телевидения в Советском Союзе в 1967 году, затем — до 1979 года на Монгольском телевидении, в Москве с 1979 по 1981 г.
В 1981 году окончил Институт мировой литературы им. Горького в Москве.
Был литературным сотрудником монгольского радио и телевидения, профессором поэзии, руководителем Театра монгольской литературы, работал литературным руководителем Монгольской литературной комиссии, в 1986—1988 годах работал в аймаках спецкорреспондентом Монгольского национального радиовещания.
Почётный президент Союза свободных писателей Монголии. Избирался депутатом Великого государственного хурала (парламента, в 1990), работал советником президента Монголии и главой Монголо-корейского общества дружбы.

## Творчество
Дебютировал в начале 1960-х годов. В 1966 году принят в Союз писателей Монголии.
Автор ряда романов, драм, песен, стихов, сценариев фильмов, оказавших большое влияние на развитие монгольского искусства. Известен экранной адаптацией фильмов, основанных на трёх мужских играх и рассказывающей о «Гарьд Магнай» (борьба, 1984), «Тод Магнай» (скачки, 1990) и «Цэц Магнай» (стрельба из лука, 1995).
Его работы описывают монгольские стиль жизни, традиции и историю.

## Избранные произведения
- «Баллада о 90 героях» (Государственная премия, воспета слава советских героев, самоотверженно сражавшихся на Халхин-Голе за свободу и независимость братской Монголии),
- «Шөнө ургасан цэцэг»,
- «Цэргүүд дуулж байна»,
- «Миний дуулах ертөнц»,
- «Уулын салхи»,
- «Ялалт»,
- «Нутгийн цэнхэр уулс»,
- «Шүүгээн доторх хот»,
- «Дуулганд ургасан цэцэг»,
- «Хөх тэнгэрийн хур»,
- «Онгодын цагаан хүлэг»
- «Хэрлэнгийн барьяа»
- «Сарны доорх хорвоо»,
- «Долгионт жилүүдийн туужис»,
- «Тусгаар тогтнол аминаас үнэтэй» ,
- «Сэрүүн дэнжийн өглөө» ,
- «Аравдахь хавраа үдье»,
- «Намуун үдэш»,
- «Миний нутгийн бараа»,
- «Миний ардын сэтгэл цагаан»,
- «Итгэлийн дуу»,
- «Торгон хилийн зүг»,
- «Сувилагч чамдаа баярлалаа»,
- «Бүсгүйчүүл»,
- «Тольтой мөнгөн эмээл»,
- «Онцгой төрсөн бүсгүй»,
- «Малчин ааваа магтан дуулъя»,
- «Хэрвээ би эр хүн бол доо…»,
- «Миний ном»,
- «Сайн уу, муу юу, аль нь вэ хө?»

Многие стихи поэта были переведены на русский и другие языки.

## Награды
- Герой Труда Монголии.
- Медаль «За заслуги в освоении космоса» (18 июля 2011 года, Россия) — за большой вклад в укрепление российско-монгольского сотрудничества в области исследования космоса[1].
- Народный писатель Монголии (1999).
- Государственная премия МНР.